# Le Tablier
Le Tablier és un municipi francès situat al departament de Vendée i a la regió de País del Loira. L'any 2007 tenia 566 habitants.

## Demografia

### Població
El 2007 la població de fet de Le Tablier era de 566 persones. Hi havia 211 famílies de les quals 39 eren unipersonals (23 homes vivint sols i 16 dones vivint soles), 78 parelles sense fills, 82 parelles amb fills i 12 famílies monoparentals amb fills.
La població ha evolucionat segons el següent gràfic:
Habitants censats

### Habitatges
El 2007 hi havia 275 habitatges, 216 eren l'habitatge principal de la família, 45 eren segones residències i 14 estaven desocupats. Tots els 274 habitatges eren cases. Dels 216 habitatges principals, 181 estaven ocupats pels seus propietaris, 33 estaven llogats i ocupats pels llogaters i 2 estaven cedits a títol gratuït; 1 tenia una cambra, 8 en tenien dues, 28 en tenien tres, 54 en tenien quatre i 125 en tenien cinc o més. 176 habitatges disposaven pel capbaix d'una plaça de pàrquing. A 71 habitatges hi havia un automòbil i a 137 n'hi havia dos o més.

### Piràmide de població
La piràmide de població per edats i sexe el 2009 era:
| Homes | Edats   | Dones |
| ----- | ------- | ----- |
| 0     | 95 o +  | 0     |
| 0     | 90 a 94 | 0     |
| 0     | 85 a 89 | 4     |
| 0     | 80 a 84 | 8     |
| 8     | 75 a 79 | 4     |
| 12    | 70 a 74 | 12    |
| 8     | 65 a 69 | 8     |
| 16    | 60 a 64 | 4     |
| 8     | 55 a 59 | 12    |
| 20    | 50 a 54 | 8     |
| 28    | 45 a 49 | 24    |
| 36    | 40 a 44 | 24    |
| 12    | 35 a 39 | 20    |
| 16    | 30 a 34 | 8     |
| 8     | 25 a 29 | 12    |
| 8     | 20 a 24 | 20    |
| 44    | 15 a 19 | 12    |
| 16    | 10 a 14 | 24    |
| 8     | 5 a 9   | 12    |
| 12    | 0 a 4   | 8     |

## Economia
El 2007 la població en edat de treballar era de 383 persones, 309 eren actives i 74 eren inactives. De les 309 persones actives 291 estaven ocupades (160 homes i 131 dones) i 18 estaven aturades (7 homes i 11 dones). De les 74 persones inactives 33 estaven jubilades, 28 estaven estudiant i 13 estaven classificades com a «altres inactius».

### Ingressos
El 2009 a Le Tablier hi havia 234 unitats fiscals que integraven 642,5 persones, la mediana anual d'ingressos fiscals per persona era de 16.403 €.

### Activitats econòmiques
Dels 14 establiments que hi havia el 2007, 1 era d'una empresa de fabricació d'altres productes industrials, 4 d'empreses de construcció, 1 d'una empresa de transport, 1 d'una empresa d'hostatgeria i restauració, 1 d'una empresa financera, 1 d'una empresa immobiliària, 1 d'una empresa de serveis i 4 d'empreses classificades com a «altres activitats de serveis».
Dels 8 establiments de servei als particulars que hi havia el 2009, 1 era un taller de reparació d'automòbils i de material agrícola, 1 guixaire pintor, 3 empreses de construcció, 1 perruqueria, 1 restaurant i 1 agència immobiliària.
L'any 2000 a Le Tablier hi havia 19 explotacions agrícoles que ocupaven un total de 696 hectàrees.

## Equipaments sanitaris i escolars
El 2009 hi havia una escola elemental.

## Poblacions més properes
El següent diagrama mostra les poblacions més properes.